# San Giorgio Maggiore la amurg
San Giorgio Maggiore la amurg se referă la o pictură în ulei pe pânză realizată în perioada 1908-1912 de pictorul francez Claude Monet, care există în mai multe versiuni. Face parte dintr-o serie de vederi ale mănăstirii-insulă San Giorgio Maggiore. La rândul său, această serie face parte dintr-o serie mai largă de vederi ale Veneției, pe care Monet a început-o în 1908 în timpul singurei sale vizite acolo.

## Versiuni din Cardiff și Tokyo
O versiune a San Giorgio Maggiore la amurg a fost achiziționată la Paris de colecționara galeză de artă Gwendoline Davies. Ea a lăsat-o moștenire Galeria de Artă (acum Muzeul Național Cardiff) din Cardiff, Țara Galilor. Pictura este în mod normal expusă acolo.
Cealaltă versiune se află la Muzeul Artizon din Tokyo.